# Gabre
Gabre est une commune française, située dans le nord du département de l'Ariège en région Occitanie. Sur le plan historique et culturel, la commune fait partie du Pédaguès, ancienne appellation remplacée au XXIe siècle par la dénomination géographique de Terrefort ariégeois, constitué des terreforts de Pamiers et de Saverdun, sur la rive gauche de l'Ariège.
Exposée à un climat océanique altéré, elle est drainée par la Lèze, le ruisseau d'Argentat et par divers autres petits cours d'eau. Incluse dans le parc naturel régional des Pyrénées ariégeoises, la commune possède un patrimoine naturel remarquable composé de deux zones naturelles d'intérêt écologique, faunistique et floristique.
Gabre est une commune rurale qui compte 124 habitants en 2022, après avoir connu un pic de population de 676 habitants en 1841. Ses habitants sont appelés les Gabrais ou Gabraises.
Le patrimoine architectural de la commune comprend trois immeubles protégés au titre des monuments historiques : le dolmen de Goudère, classé en 1889, l'église Saint-Laurent, inscrite en 1995, et le temple protestant, inscrit en 2015.

## Géographie

### Localisation
1. Carte dynamique
2. Carte Openstreetmap
3. Carte topographique
4. Carte avec les communes environnantes

La commune de Gabre se trouve dans le département de l'Ariège, en région Occitanie.
Sur le plan historique et culturel, Gabre fait partie du Pédaguès, ou Podaguès, ancienne appellation remplacée au XXIe siècle par la dénomination géographique de Terrefort ariégeois, constitué des terreforts de Pamiers et de Saverdun, sur la rive gauche de l'Ariège.
Elle se situe à 20 km à vol d'oiseau de Foix, préfecture du département, à 24 km de Saint-Girons, sous-préfecture, et à 23 km de Lézat-sur-Lèze, bureau centralisateur du canton d'Arize-Lèze dont dépend la commune depuis 2015 pour les élections départementales.
La commune fait en outre partie du bassin de vie de Pamiers.
Les communes les plus proches sont : 
Sabarat (3,6 km), Pailhès (3,6 km), Le Mas-d'Azil (4,7 km), Monesple (4,7 km), Aigues-Juntes (4,8 km), Lanoux (4,9 km), Suzan (4,9 km), Les Bordes-sur-Arize (5,1 km).
|               | Sabarat             | Pailhès             |
| Le Mas-d'Azil | Gabre               | Montégut-Plantaurel |
|               | La Bastide-de-Sérou | Aigues-Juntes       |

### Superficie et relief
La superficie cadastrale de la commune publiée par l’Insee, qui sert de références dans toutes les statistiques, est de 13,36 km2,. La superficie géographique, issue de la BD Topo, composante du Référentiel à grande échelle produit par l'IGN, est quant à elle de 13,7 km2. Son relief est relativement accidenté puisque la dénivelée maximale atteint 284 mètres. L'altitude du territoire varie entre 286 m et 570 m.

### Géologie
La commune est située dans le Bassin aquitain, le deuxième plus grand bassin sédimentaire de la France après le Bassin parisien. Elle est marquée par le front du chevauchement frontal nord-pyrénéen qui la traverse d'est en ouest, séparant la Zone nord-pyrénéenne (ZNP) au sud de la Zone sous-pyrénéenne (ZSP) au nord, qui constitue la frange sud du Bassin aquitain.Les terrains affleurants sur le territoire communal sont constitués de roches sédimentaires datant du Mésozoïque, anciennement appelé Ère secondaire, qui s'étend de −252,2 à −66,0 Ma. La structure détaillée des couches affleurantes est décrite dans les feuilles « n°1056 - Le Mas d'Azil » et « n°1057 - Pamiers » de la carte géologique harmonisée au 1/50 000ème du département de l'Ariège, et leurs notices associées,.

### Hydrographie

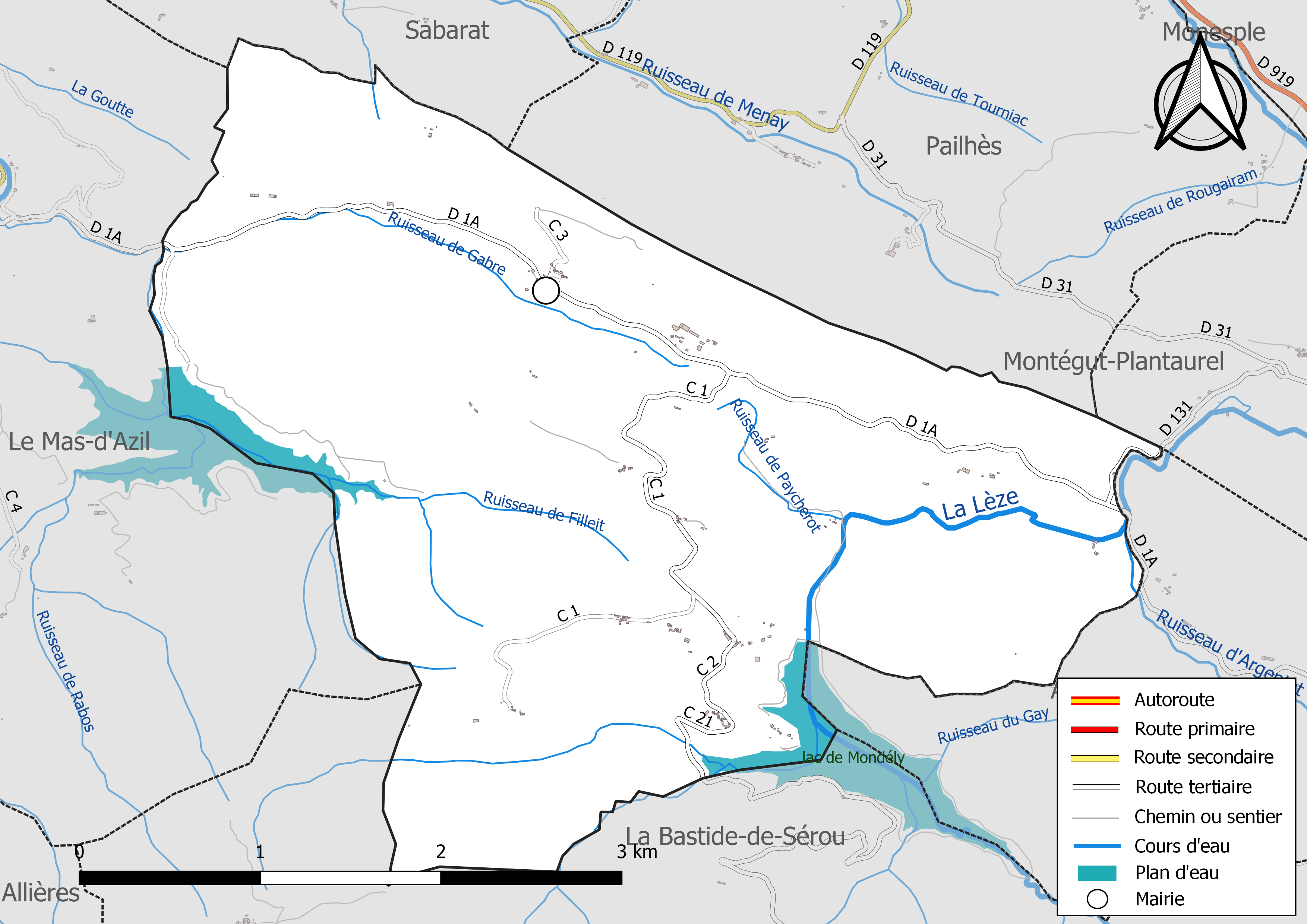
Réseaux hydrographique et routier de Gabre.

La commune est dans le bassin versant de la Garonne, au sein du bassin hydrographique Adour-Garonne. Elle est drainée par la Lèze, le ruisseau d'Argentat, le ruisseau de Filleit, le ruisseau de Gabre, le ruisseau de Paycherot, le ruisseau de Rabos, le ruisseau Goutte de LaCanal et par divers petits cours d'eau, constituant un réseau hydrographique de 16 km de longueur totale,.
La Lèze, d'une longueur totale de 70,2 km, prend sa source dans la commune de La Bastide-de-Sérou et s'écoule du sud vers le nord. Elle traverse la commune et se jette dans l'Ariège à Labarthe-sur-Lèze, après avoir traversé 20 communes.

### Climat
Pour des articles plus généraux, voir Climat de l'Occitanie et Climat de l'Ariège.
En 2010, le climat de la commune est de type climat océanique altéré, selon une étude s'appuyant sur une série de données couvrant la période 1971-2000. En 2020, Météo-France publie une typologie des climats de la France métropolitaine dans laquelle la commune est exposée à un climat de montagne et est dans la région climatique Pyrénées centrales, caractérisée par une pluviométrie annuelle de 1 000 à 1 200 mm.
Pour la période 1971-2000, la température annuelle moyenne est de 12 °C, avec une amplitude thermique annuelle de 15 °C. Le cumul annuel moyen de précipitations est de 913 mm, avec 9,8 jours de précipitations en janvier et 6,5 jours en juillet. Pour la période 1991-2020, la température moyenne annuelle observée sur la station météorologique la plus proche, située sur la commune de La Bastide-de-Sérou à 7 km à vol d'oiseau, est de 11,9 °C et le cumul annuel moyen de précipitations est de 1 091,0 mm,. Pour l'avenir, les paramètres climatiques de la commune estimés pour 2050 selon différents scénarios d'émission de gaz à effet de serre sont consultables sur un site dédié publié par Météo-France en novembre 2022.

### Milieux naturels et biodiversité

#### Espaces protégés
La protection réglementaire est le mode d’intervention le plus fort pour préserver des espaces naturels remarquables et leur biodiversité associée,.
La commune fait partie du parc naturel régional des Pyrénées ariégeoises, créé en 2009 et d'une superficie de 245 973 ha, qui s'étend sur 138 communes du département. Ce territoire unit les plus hauts sommets aux frontières de l’Andorre et de l’Espagne (la Pique d'Estats, le mont Valier, etc) et les plus hautes vallées des avants-monts, jusqu’aux plissements du Plantaurel.

#### Zones naturelles d'intérêt écologique, faunistique et floristique
L’inventaire des zones naturelles d'intérêt écologique, faunistique et floristique (ZNIEFF) a pour objectif de réaliser une couverture des zones les plus intéressantes sur le plan écologique, essentiellement dans la perspective d’améliorer la connaissance du patrimoine naturel national et de fournir aux différents décideurs un outil d’aide à la prise en compte de l’environnement dans l’aménagement du territoire.
Une ZNIEFF de type 1 est recensée sur la commune :
« le Plantaurel : du Mas d'Azil à l'Ariège » (15 850 ha), couvrant 26 communes du département et une ZNIEFF de type 2, : 
« le Plantaurel » (42 116 ha), couvrant 72 communes dont 68 dans l'Ariège, 2 dans l'Aude et 2 dans la Haute-Garonne.

Carte des ZNIEFF de type 1 et 2 à Gabre.
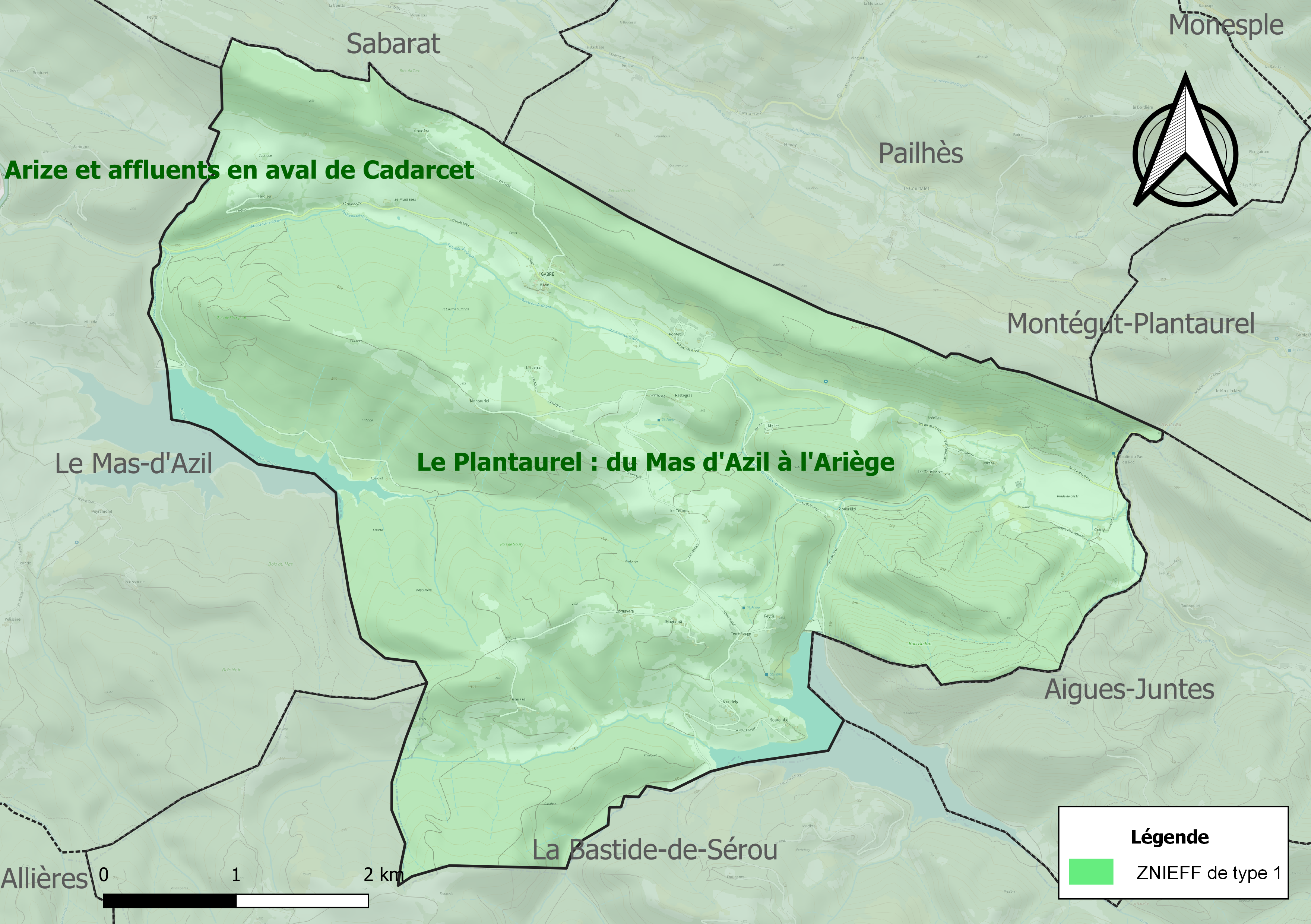
Carte de la ZNIEFF de type 1 sur la commune.
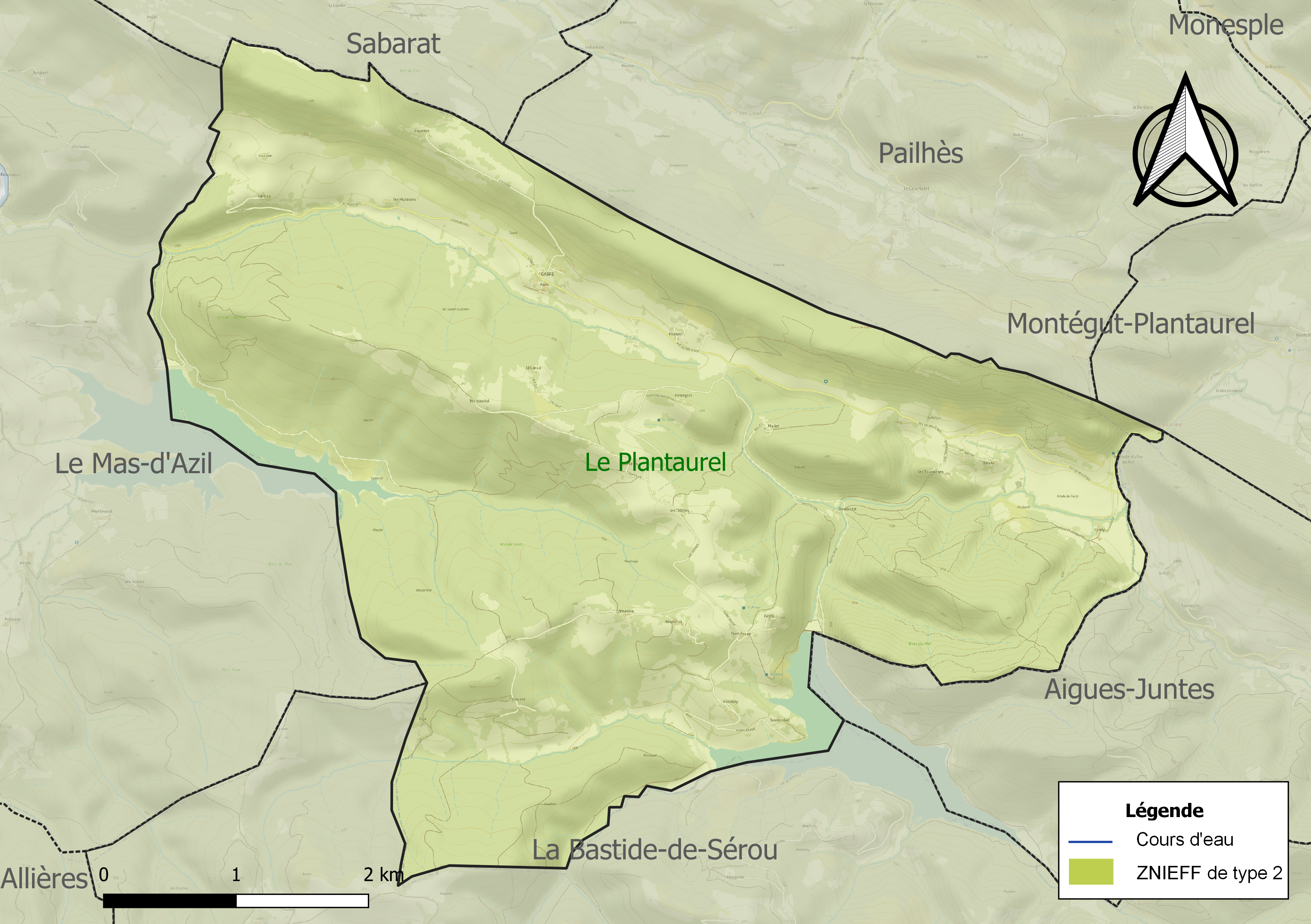
Carte de la ZNIEFF de type 2 sur la commune.

## Urbanisme

### Typologie
Au 1er janvier 2024, Gabre est catégorisée commune rurale à habitat très dispersé, selon la nouvelle grille communale de densité à 7 niveaux définie par l'Insee en 2022.
Elle est située hors unité urbaine et hors attraction des villes,.

### Occupation des sols

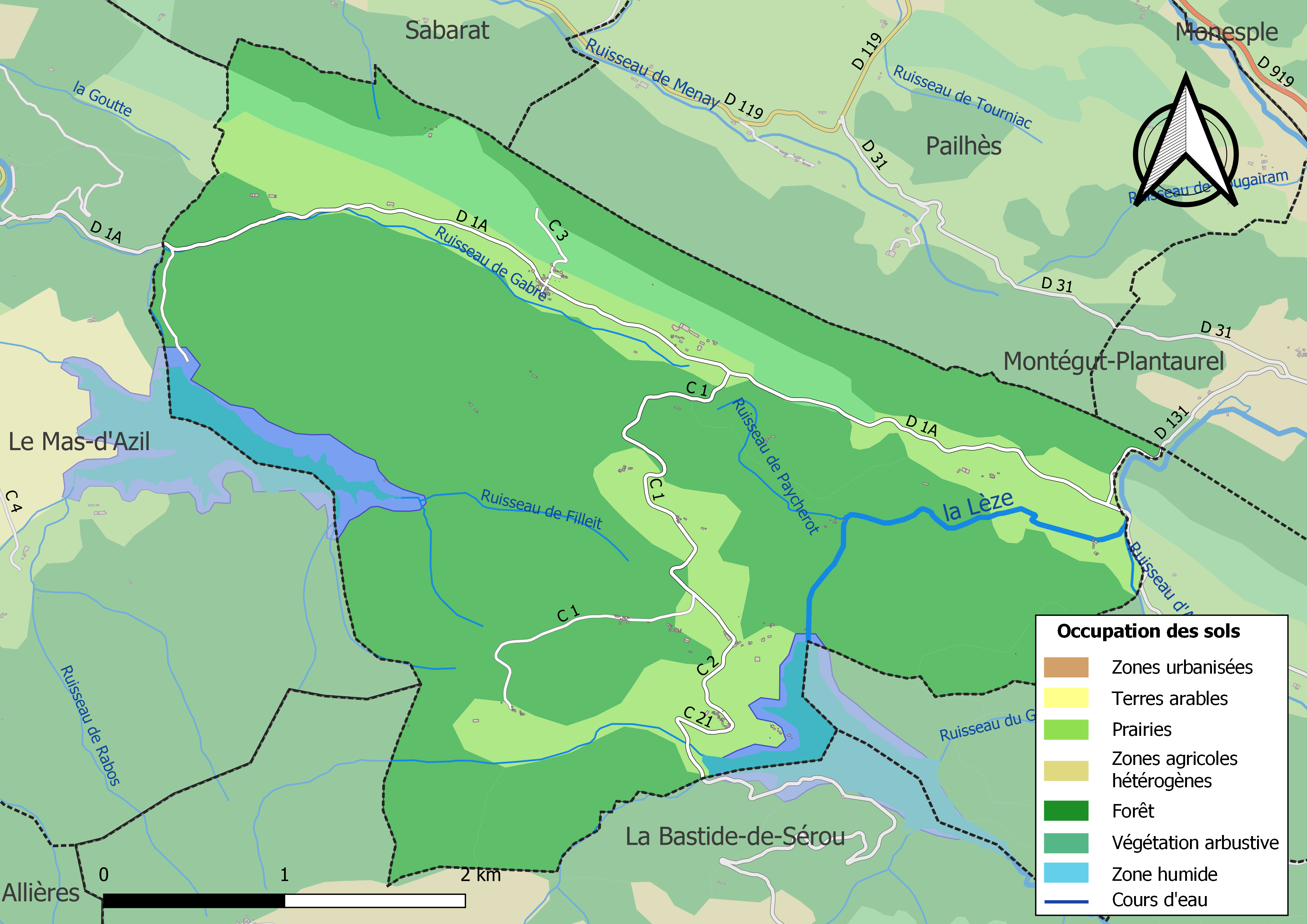
Carte des infrastructures et de l'occupation des sols de la commune en 2018 (CLC).

L'occupation des sols de la commune, telle qu'elle ressort de la base de données européenne d’occupation biophysique des sols Corine Land Cover (CLC), est marquée par l'importance des forêts et milieux semi-naturels (77,4 % en 2018), en diminution par rapport à 1990 (78,8 %). La répartition détaillée en 2018 est la suivante : 
forêts (71 %), prairies (18,4 %), milieux à végétation arbustive et/ou herbacée (6,4 %), eaux continentales (4,1 %), zones agricoles hétérogènes (0,1 %). L'évolution de l’occupation des sols de la commune et de ses infrastructures peut être observée sur les différentes représentations cartographiques du territoire : la carte de Cassini (XVIIIe siècle), la carte d'état-major (1820-1866) et les cartes ou photos aériennes de l'IGN pour la période actuelle (1950 à aujourd'hui).

### Habitat et logement
En 2018, le nombre total de logements dans la commune était de 82, alors qu'il était de 79 en 2013 et de 73 en 2008.
Parmi ces logements, 65,9 % étaient des résidences principales, 32,9 % des résidences secondaires et 1,2 % des logements vacants. Ces logements étaient pour 96,3 % d'entre eux des maisons individuelles et pour 2,4 % des appartements.
Le tableau ci-dessous présente la typologie des logements à Gabre en 2018 en comparaison avec celle de l'Ariège et de la France entière. Une caractéristique marquante du parc de logements est ainsi une proportion de résidences secondaires et logements occasionnels (32,9 %) supérieure à celle du département (24,6 %) et à celle de la France entière (9,7 %). Concernant le statut d'occupation de ces logements, 75,9 % des habitants de la commune sont propriétaires de leur logement (76,6 % en 2013), contre 66,3 % pour l'Ariège et 57,5 % pour la France entière.
| Typologie                                               | Gabre | Ariège | France entière |
| ------------------------------------------------------- | ----- | ------ | -------------- |
| Résidences principales (en %)                           | 65,9  | 65,7   | 82,1           |
| Résidences secondaires et logements occasionnels (en %) | 32,9  | 24,6   | 9,7            |
| Logements vacants (en %)                                | 1,2   | 9,7    | 8,2            |

### Risques majeurs

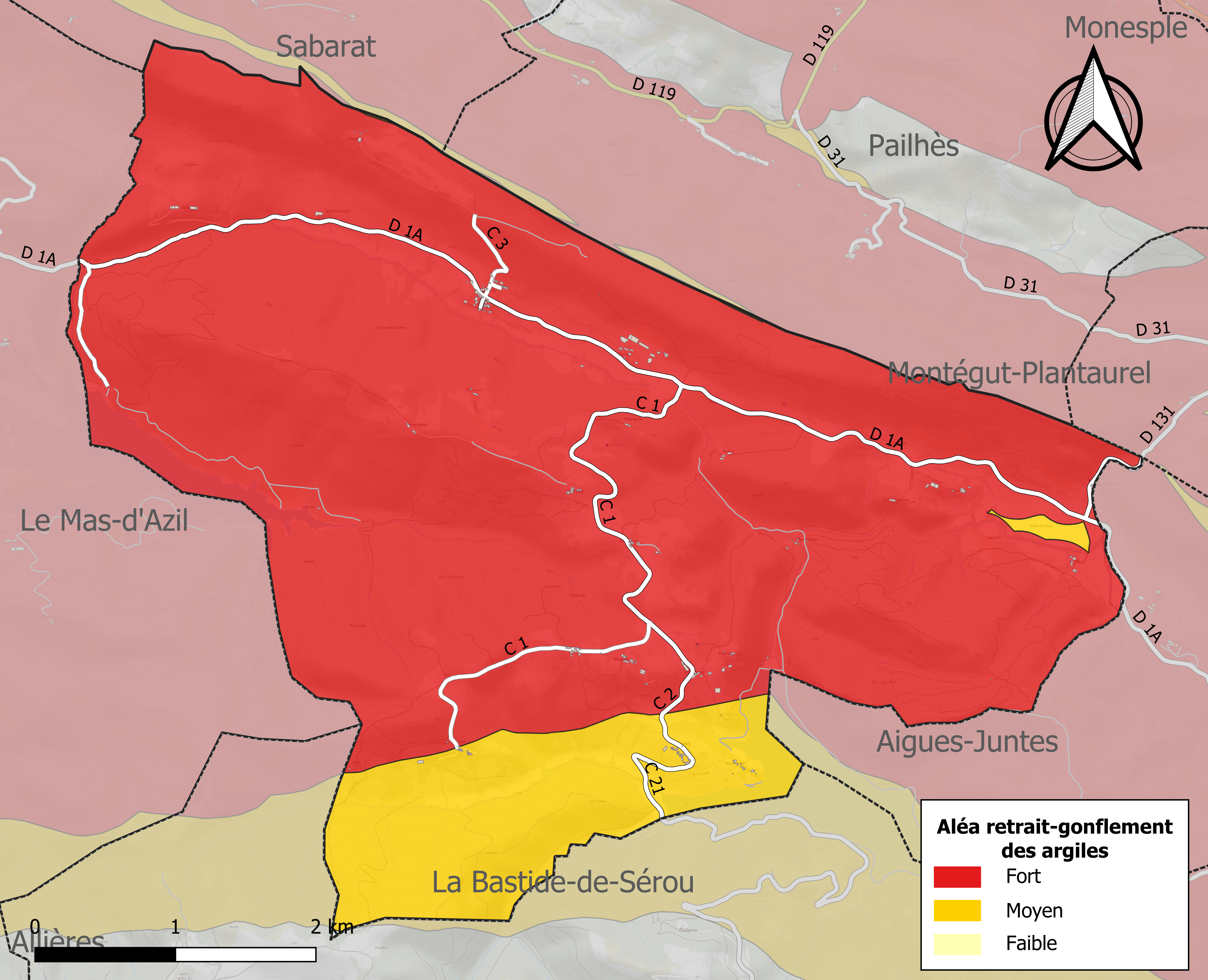
Zonage de l'aléa retrait-gonflement des argiles sur la commune de Gabre.

Le territoire de la commune de Gabre est vulnérable à différents aléas naturels : inondations, climatiques (grand froid ou canicule), feux de forêts, mouvements de terrains et séisme (sismicité modérée),.
Certaines parties du territoire communal sont susceptibles d’être affectées par le risque d’inondation par débordement, crue torrentielle d'un cours d'eau, ou ruissellement d'un versant.
Les mouvements de terrains susceptibles de se produire sur la commune sont soit des chutes de blocs, soit des glissements de terrains, soit des effondrements liés à des cavités souterraines, soit des mouvements liés au retrait-gonflement des argiles. Près de 50 % de la superficie du département est concernée par l'aléa retrait-gonflement des argiles, dont la commune de Gabre. L'inventaire national des cavités souterraines permet par ailleurs de localiser celles situées sur la commune.

## Toponymie
Chez les Gaulois, « gabros » signifiait chèvre ou chevreuil, mais il s'agit plutôt du radical hydronymique aquitain GAB-/GAV-, très ancien, que l'on a dans "gave" (de Pau, d'Oloron, d'Ossau...).

## Histoire
Une première verrerie fut ainsi implantée à Gabre dès 1529, par Pierre de Robert. Le village deviendra le fief de gentilshommes verriers. Ces nobles verriers furent tout d'abord des membres de la famille de Robert, originaire de la Montagne Noire, dans le Tarn, propriétaire de la verrerie des Garils, et qui possédaient un tombeau familial en l'Eglise de Gabre, dès 1555. A la même période, d'autres gentilshommes verriers, de la famille de Grenier originaire du Quercy, s'y établirent. Ils devinrent propriétaires de verreries du village ainsi que dans divers hameaux. Le premier membre de cette famille mentionné à Gabre en 1541 est Jean de Grenier.
Dès le milieu du XVIe siècle, la Réforme est adoptée, comme dans les communes proches du Mas d’Azil, Sabarat et Camarade, par la majorité de la population, où les gentilshommes verriers jouent dès lors un rôle important. C’est au début du XVIIe siècle qu’un premier temple est édifié au village, qui durera une quarantaine d’années : il est desservi par les pasteurs du Mas-d’Azil et du Carla, dont le père et le frère du philosophe Pierre Bayle. Sa démolition est ordonnée en 1668 par Louis XIV, les fidèles étant condamnés à l’exécuter de leurs mains, ce qu’ils refusent, ou à en payer les frais.
La révocation de l’édit de Nantes va contraindre les protestants locaux soit à l’abjuration soit à la clandestinité, et une assemblée dans les bois de la Bade en 1697, où prêche le menuisier Gardel, est réprimée par de nombreuses condamnations aux galères et à la prison. La période du Désert sera ponctuée par de telles assemblées illicites, autour de prédicants de passage, soit sur les hauteurs de Gabre soit dans le Couserans (Pointis) où les verriers sont aussi installés, qui seront suivies de condamnations semblables, mais aussi par des cultes plus discrets dans les maisons.
Après la Révolution, la question se pose de rebâtir un temple, mais certains le veulent au village comme l’ancien, d’autres sur les hauteurs de Las Termes, si bien que deux sanctuaires rivaux sont édifiés, bientôt qualifiés avec ironie de Jérusalem (temple des Juifs) et Garizim (temple des Samaritains sur la montagne). Cette rivalité géographique va se doubler d’un différend théologique : au milieu du XIXe siècle, une partie des protestants de Gabre, notamment chez les descendants des gentilshommes verriers, convaincus par le Réveil, adoptent les principes de l’Église libre, indépendante de l’Etat et fidèle aux doctrines de la Réforme, et font du petit temple de Las Termes (aujourd’hui disparu) leur lieu de culte.
Ce schisme, qui reste dans les limites d’une divergence fraternelle, va se résorber lors de la Première Guerre mondiale, et tout le monde va se retrouver au temple du village. Celui-ci, construit en 1804 à proximité de l’église Saint-Laurent, sera restauré en 1927, puis en 1997, et accueille aujourd’hui les cultes d’été de l’Église Réformée comme de l’Église Réformée Évangélique.
Entre-temps, il a connu Napoléon Peyrat, des Bordes-sur-Arize, qui dans sa jeunesse aimait à venir à Gabre chez sa tante mariée sur place, avant de devenir le poète de l’Arize et historien des Albigeois. Et à son exemple, plusieurs protestants de Gabre, restés au pays ou dispersés, sont devenus pasteurs, historiens ou théologiens.

### Les Hospitaliers
Au Moyen Âge, le comte de Foix cède Gabre aux Hospitaliers de l'ordre de Saint-Jean de Jérusalem qui y installent une commanderie. En 1281, les Hospitaliers concluent un accord de paréage avec Eustache de Beaumarchais, sénéchal de Toulouse, représentant du roi de France Philippe II Auguste permettant la fondation en 1283 d'une bastide à Gabre qui prend le nom de « Bastide de Plaisance ». Cet accord fait de Gabre une enclave du Languedoc dépendant du roi de France dans le comté de Foix. Le village prit alors le nom de La Bastide-de-Plaisance qu’il gardera longtemps associé au vieux nom de Gabre. On y voit encore l’église Saint-Laurent, qui jouxtait la tour de la commanderie des Hospitaliers. Mais cette bastide fondée en 1283 ne se développera guère, restant le centre administratif d’une commune assez vaste où dominent les écarts. Cette enclave du Languedoc est confirmée en 1308 par un accord entre l’évêque de Pamiers Bernard Saisset et le roi de France Philippe IV le Bel. Gabre dépend alors pour le temporel du diocèse de Rieux et est placé sous le patronage du commandeur de Gabre. Des verriers vont s'installer autour de Gabre pour tirer parti des ressources en bois et en sable en profitant des privilèges accordés par le roi. Au cours des guerres de religion, les Hospitaliers abandonnent le terrain, l’église est en partie détruite et adaptée au culte réformé, jusqu’à ce que l’édit de Nantes la restitue au culte catholique.

## Politique et administration

### Découpage territorial
La commune de Gabre est membre de la communauté de communes Arize Lèze, un établissement public de coopération intercommunale (EPCI) à fiscalité propre créé le 30 octobre 2016 dont le siège est à Le Fossat. Ce dernier est par ailleurs membre d'autres groupements intercommunaux.
Sur le plan administratif, elle est rattachée à l'arrondissement de Saint-Girons, au département de l'Ariège, en tant que circonscription administrative de l'État, et à la région Occitanie.
Sur le plan électoral, elle dépend du canton d'Arize-Lèze pour l'élection des conseillers départementaux, depuis le redécoupage cantonal de 2014 entré en vigueur en 2015, et de la deuxième circonscription de l'Ariège pour les élections législatives, depuis le redécoupage électoral de 1986.

### Liste des maires

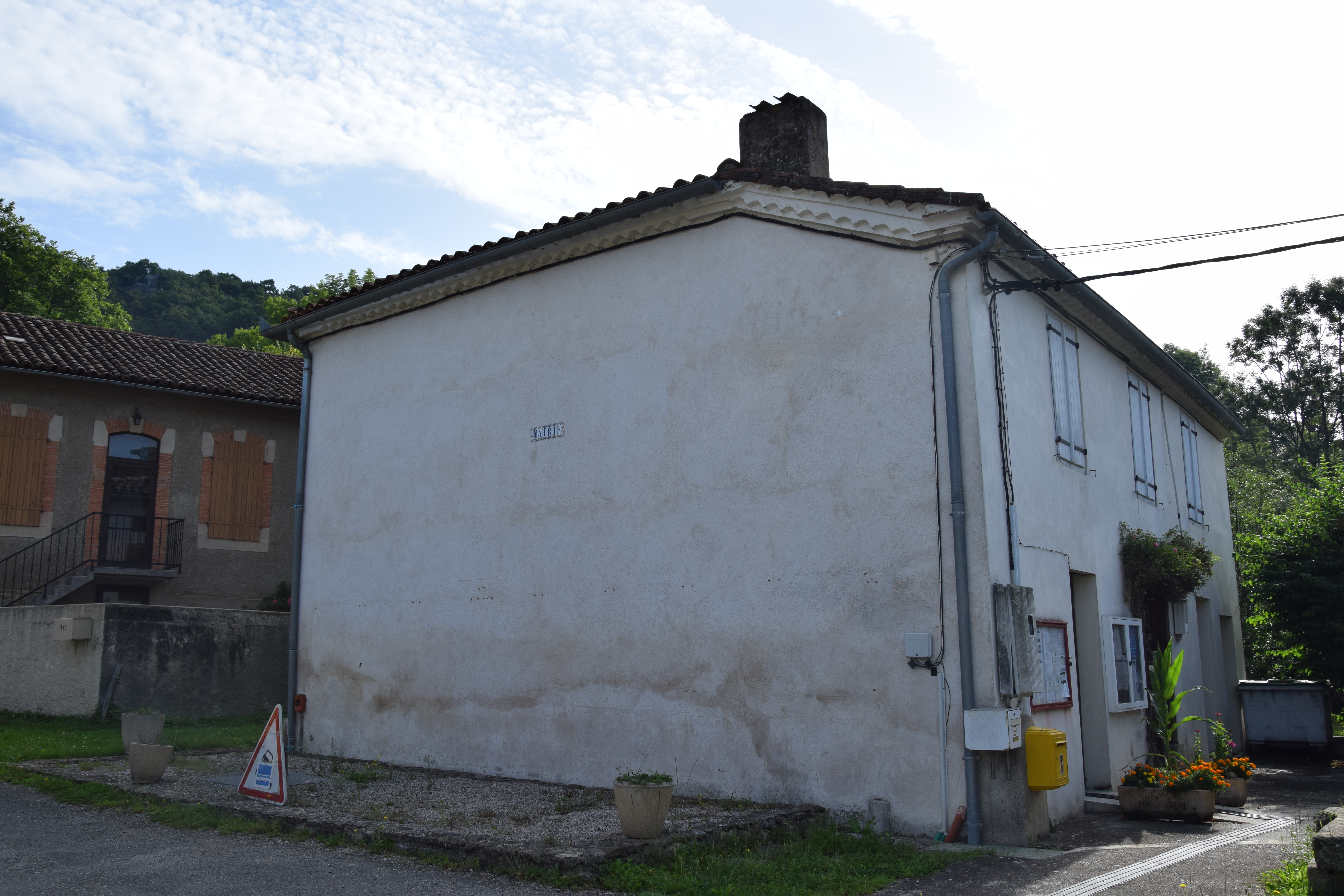
La mairie.

| Période                                  | Période  | Identité                | Étiquette | Qualité     |
| ---------------------------------------- | -------- | ----------------------- | --------- | ----------- |
| 1929                                     | 1933     | Zacharie Piquemal       |           |             |
| 1933                                     | 1944     | Samuel de Robert-Montal |           |             |
| 1944                                     | 1977     | Joseph Eychenne         | PC        |             |
| 1977                                     | 1989     | Paul Soula              | SE        |             |
| 1989                                     | 1995     | Jean Dagain             | Verts     |             |
| 1995                                     | 2008     | Aurette de Robert       | PS        |             |
| mars 2008                                | En cours | Jean-Paul Déjean        | SE        | Agriculteur |
| Les données manquantes sont à compléter. |          |                         |           |             |

## Démographie
L'évolution du nombre d'habitants est connue à travers les recensements de la population effectués dans la commune depuis 1793. Pour les communes de moins de 10 000 habitants, une enquête de recensement portant sur toute la population est réalisée tous les cinq ans, les populations de référence des années intermédiaires étant quant à elles estimées par interpolation ou extrapolation. Pour la commune, le premier recensement exhaustif entrant dans le cadre du nouveau dispositif a été réalisé en 2007.

En 2022, la commune comptait 124 habitants, en évolution de +5,08 % par rapport à 2016 (Ariège : +1,48 %, France hors Mayotte : +2,11 %).
| 1793 | 1800 | 1806 | 1821 | 1831 | 1836 | 1841 | 1846 | 1851 |
| ---- | ---- | ---- | ---- | ---- | ---- | ---- | ---- | ---- |
| 567  | 603  | 650  | 611  | 653  | 670  | 676  | 651  | 593  |

| 1856 | 1861 | 1866 | 1872 | 1876 | 1881 | 1886 | 1891 | 1896 |
| ---- | ---- | ---- | ---- | ---- | ---- | ---- | ---- | ---- |
| 603  | 610  | 591  | 572  | 581  | 562  | 502  | 463  | 432  |

| 1901 | 1906 | 1911 | 1921 | 1926 | 1931 | 1936 | 1946 | 1954 |
| ---- | ---- | ---- | ---- | ---- | ---- | ---- | ---- | ---- |
| 439  | 379  | 322  | 271  | 246  | 193  | 168  | 168  | 143  |

| 1962 | 1968 | 1975 | 1982 | 1990 | 1999 | 2006 | 2007 | 2012 |
| ---- | ---- | ---- | ---- | ---- | ---- | ---- | ---- | ---- |
| 131  | 106  | 96   | 99   | 95   | 92   | 92   | 92   | 104  |

| 2017 | 2022 | - | - | - | - | - | - | - |
| ---- | ---- | - | - | - | - | - | - | - |
| 123  | 124  | - | - | - | - | - | - | - |

## Économie

### Emploi
| Division       | 2008  | 2013   | 2018   |
| -------------- | ----- | ------ | ------ |
| Commune        | 7,9 % | 11,3 % | 17,5 % |
| Département    | 8,9 % | 11,1 % | 11,2 % |
| France entière | 8,3 % | 10 %   | 10 %   |

En 2018, la population âgée de 15 à 64 ans s'élève à 63 personnes, parmi lesquelles on compte 79,4 % d'actifs (61,9 % ayant un emploi et 17,5 % de chômeurs) et 20,6 % d'inactifs,. En 2018, le taux de chômage communal (au sens du recensement) des 15-64 ans est supérieur à celui du département et de la France, alors qu'en 2008 la situation était inverse.
La commune est hors attraction des villes,. Elle compte 14 emplois en 2018, contre 13 en 2013 et 15 en 2008. Le nombre d'actifs ayant un emploi résidant dans la commune est de 40, soit un indicateur de concentration d'emploi de 34,9 % et un taux d'activité parmi les 15 ans ou plus de 52 %.
Sur ces 40 actifs de 15 ans ou plus ayant un emploi, 13 travaillent dans la commune, soit 33 % des habitants. Pour se rendre au travail, 70 % des habitants utilisent un véhicule personnel ou de fonction à quatre roues, 2,5 % les transports en commun, 15 % s'y rendent en deux-roues, à vélo ou à pied et 12,5 % n'ont pas besoin de transport (travail au domicile).

### Activités hors agriculture
10 établissements sont implantés à Gabre au 31 décembre 2019.
Le secteur de l'industrie manufacturière, des industries extractives et autres est prépondérant sur la commune puisqu'il représente 40 % du nombre total d'établissements de la commune (4 sur les 10 entreprises implantées à Gabre), contre 12,9 % au niveau départemental.

### Agriculture
|                                   | 1988 | 2000 | 2010 |
| --------------------------------- | ---- | ---- | ---- |
| Exploitations                     | 12   | 9    | 7    |
| Superficie agricole utilisée (ha) | 382  | 441  | 363  |

La commune fait partie de la petite région agricole dénommée « Région sous-pyrénéenne ». En 2010, l'orientation technico-économique de l'agriculture sur la commune est la polyculture et le polyélevage. Sept exploitations agricoles ayant leur siège dans la commune sont dénombrées lors du recensement agricole de 2010 (douze en 1988). La superficie agricole utilisée est de 363 ha.

## Culture locale et patrimoine

### Lieux et monuments
- Lac de Mondély et lac de Filleit, en partie sur le territoire communal
- Dolmen de Goudère, classé Monument historique par liste de 1889, référencé dans la Base Mérimée sous le numéro PA00093798.
- Église Saint-Laurent de Gabre, édifiée au XIIIe siècle par les Hospitaliers de l'ordre de Saint-Jean de Jérusalem, elle est inscrite au titre des Monuments historiques en 1995 pour son clocher et son portail[52].
- Temple protestant de Gabre, inscrit au titre des Monuments historiques en totalité en 2015[53].

### Personnalités liées à la commune
- Adrien Milhorat (1862-1912), pionnier du chemin de fer

## Pour approfondir